# Mallnitz

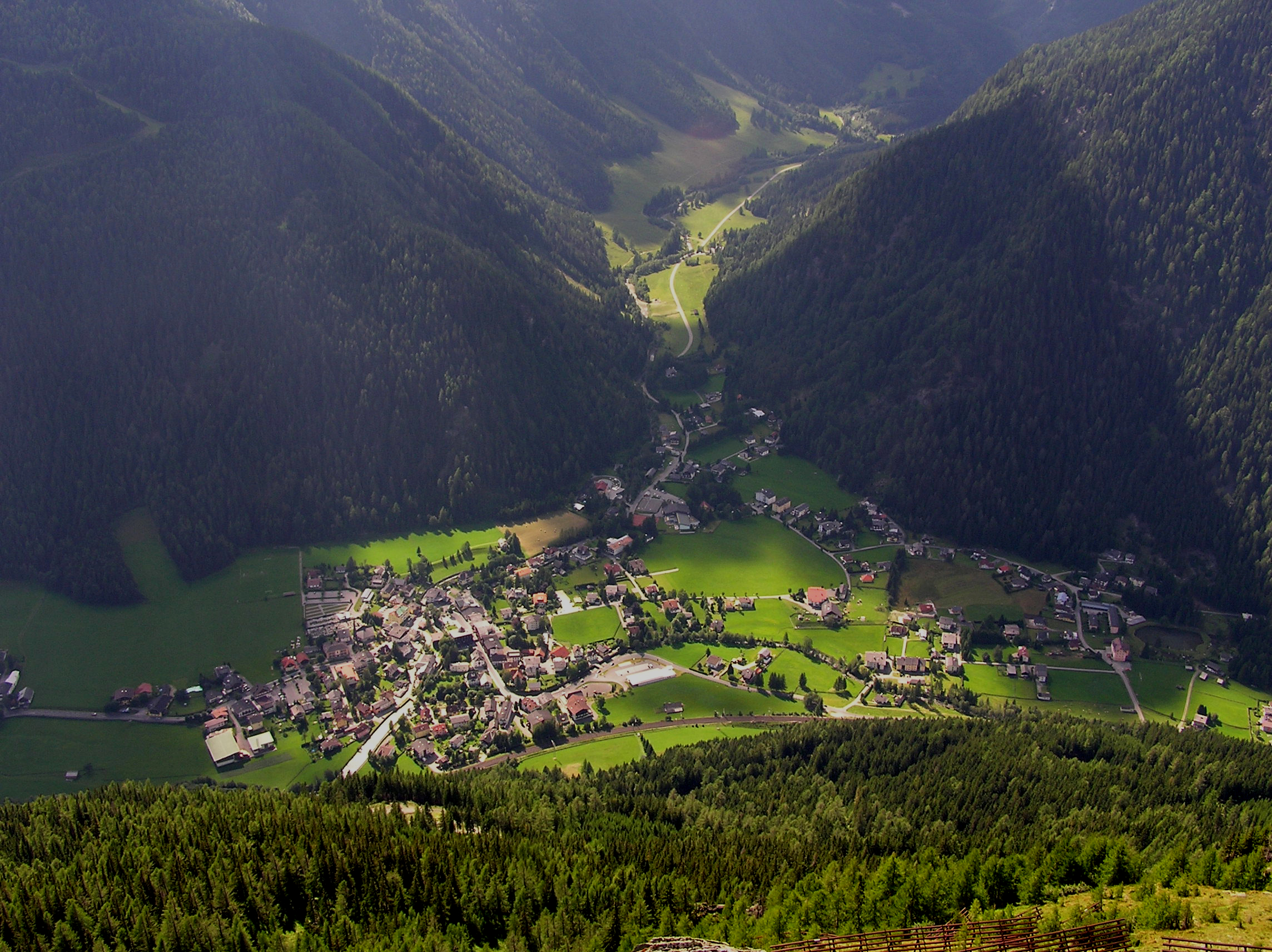
Blick auf Ortskern von Mallnitz und Tauerntal von Höhe

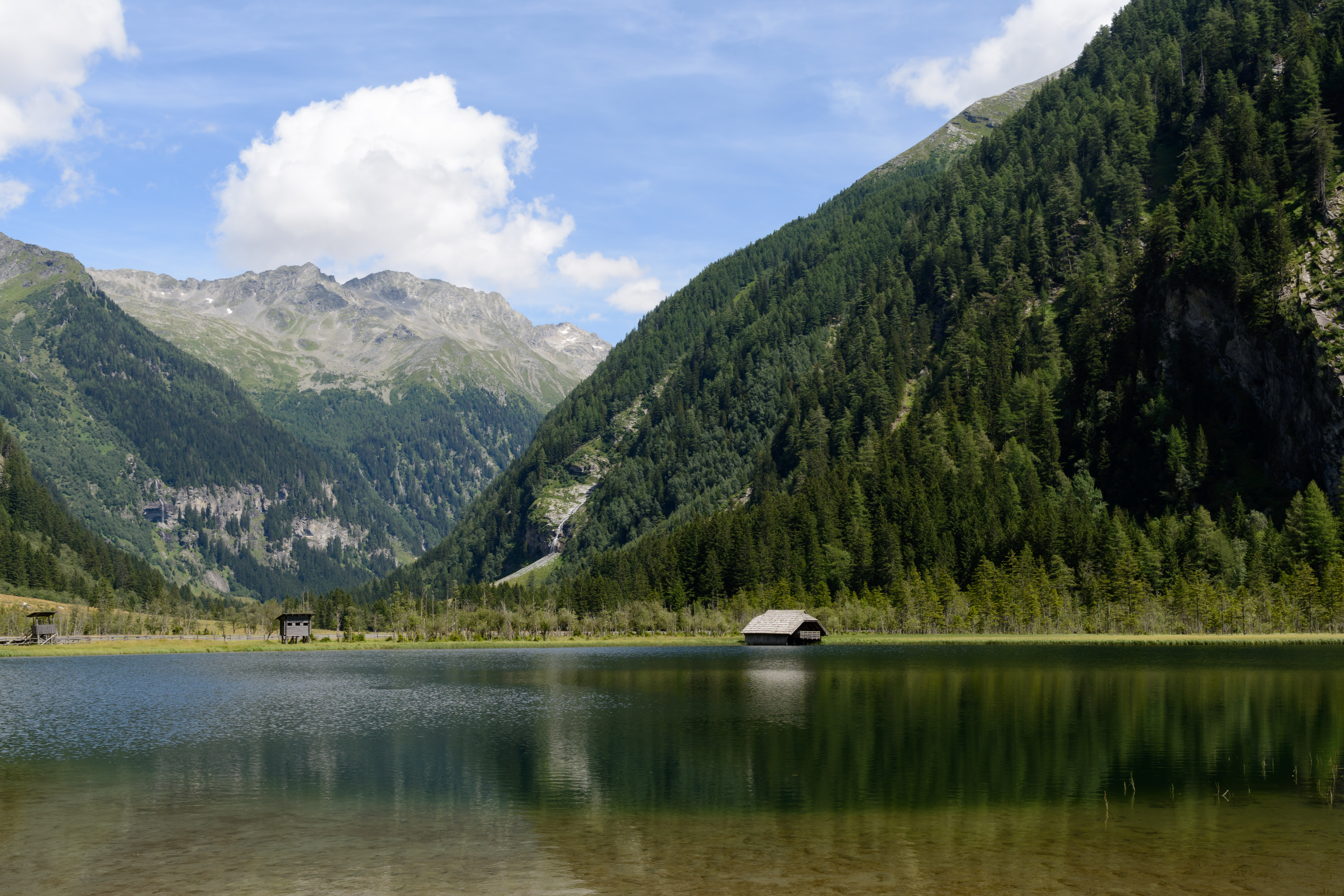
Stappitzer See im Seebachtal

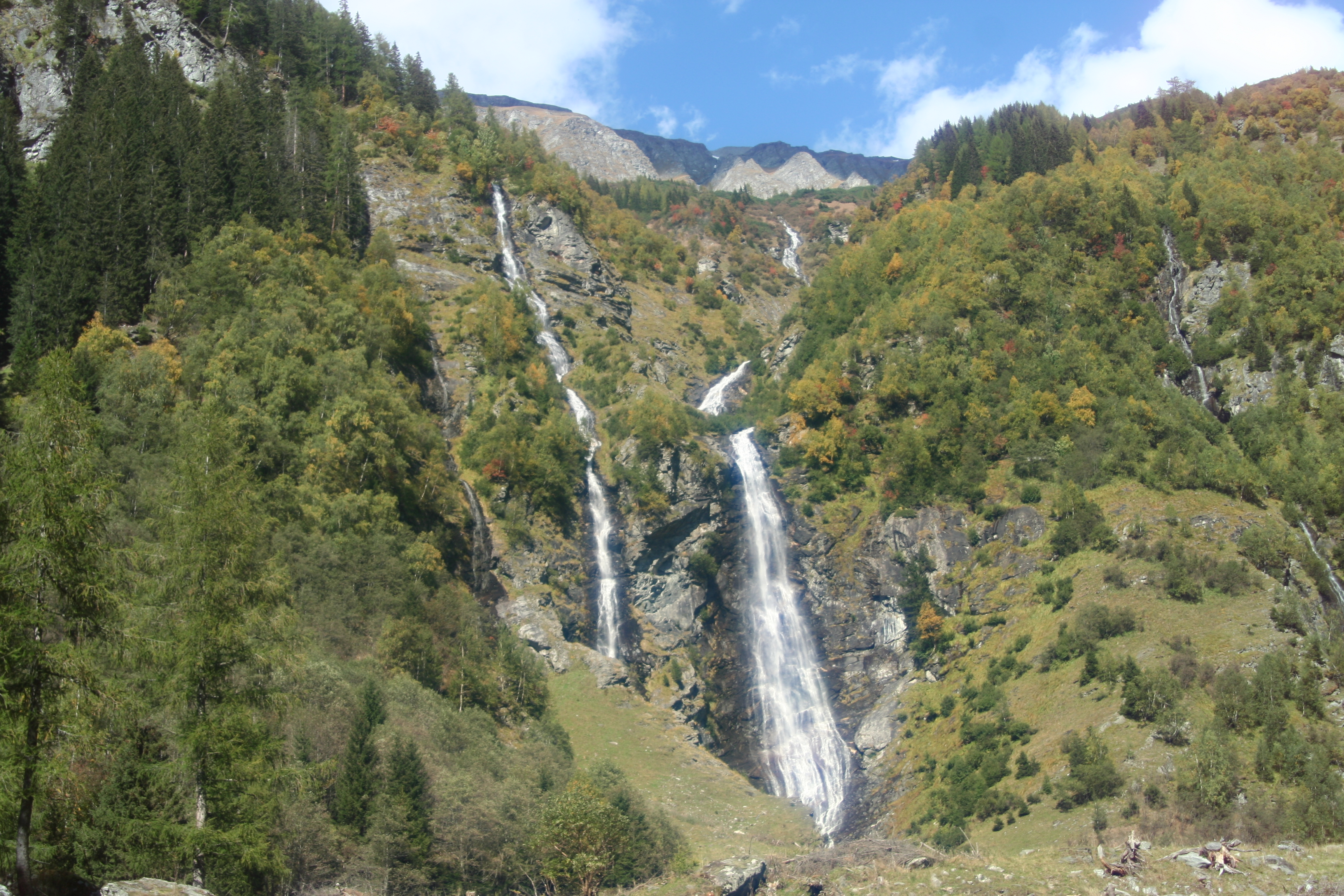
Wasserfälle im Seebachtal

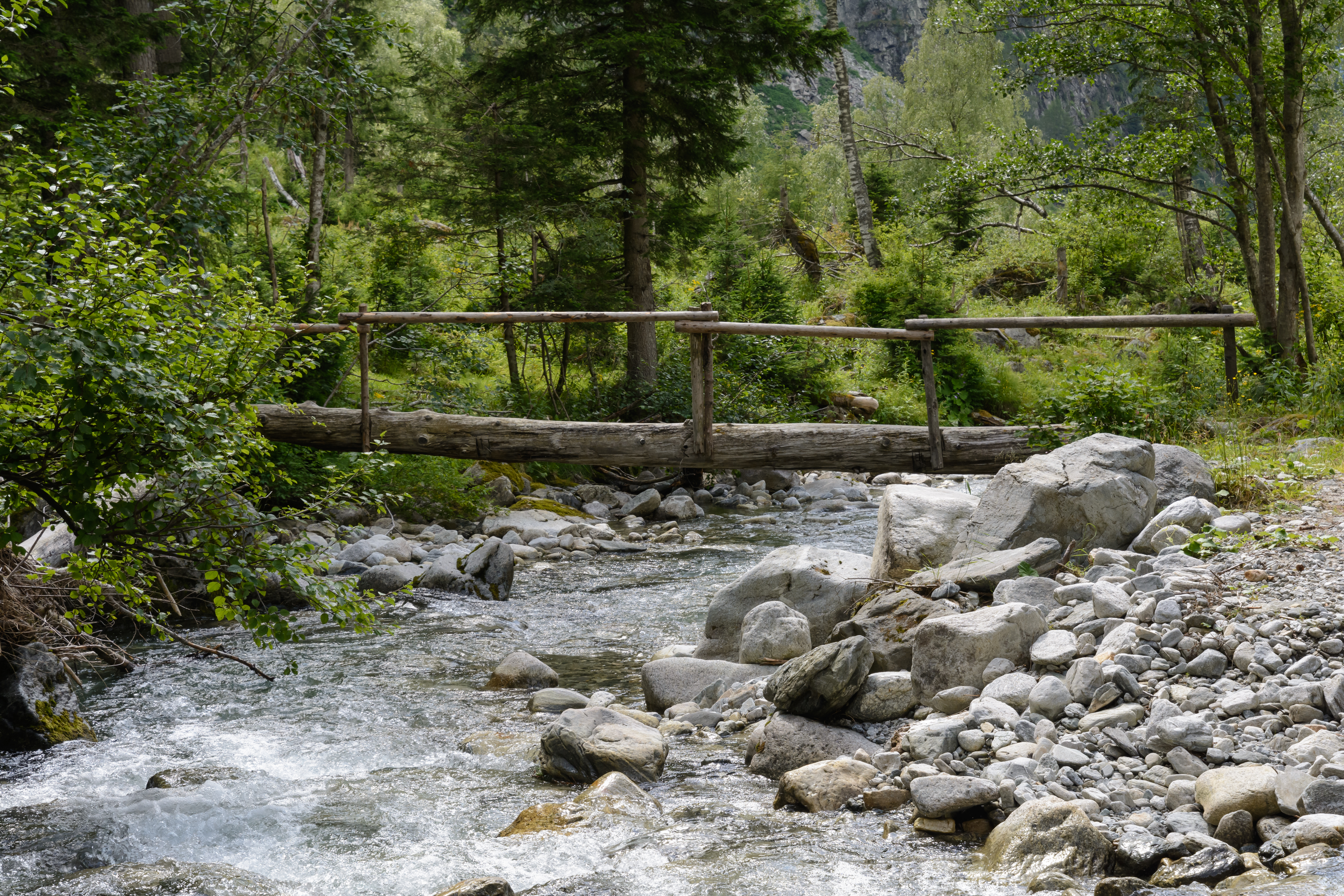
Steg über den Seebach

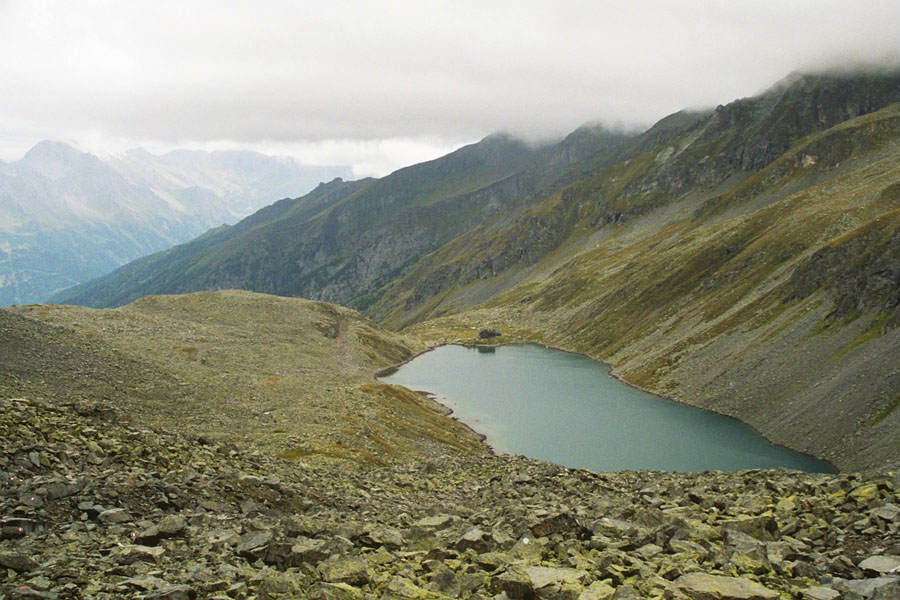
Blick auf den Dösener See vom Buderusweg

Mallnitz ist eine Gemeinde mit 778 Einwohnern (Stand 1. Jänner 2024) im Bezirk Spittal an der Drau in Kärnten in Österreich.
Mallnitz ist Heilklimatischer Kurort.

## Geographie

### Geographische Lage
Das Gemeindegebiet liegt in einem Seitental links der Möll und wird vom Mallnitzbach und dem Seebach durchflossen. Es ist eingebettet im Gebirgsstock der Goldberg- und der Ankogelgruppe, die zum Nationalpark Hohe Tauern gehören. Die Gemeinde grenzt im Norden an das Bundesland Salzburg. Bei Mallnitz liegt das südliche Portal des Tauerntunnels der Tauernbahn.
An Mallnitz grenzen die Gemeinden Flattach im Westen, Bad Gastein im Norden, Malta im Osten und Obervellach im Süden. Eine direkte Verbindung besteht allerdings lediglich über die Mallnitzer Straße B 105 nach Obervellach.

### Gemeindegliederung
Das Gemeindegebiet ist in die Katastralgemeinden Mallnitz und Dösen gegliedert, zu denen folgende vier Ortschaften gehören (in Klammern Einwohnerzahl Stand 1. Jänner 2024):
- Dösen (21)
- Mallnitz (447)
- Rabisch (32)
- Stappitz (278)

### Nachbargemeinden
|          | Bad Gastein (JO)                            |       |
| Flattach | Kompassrose, die auf Nachbargemeinden zeigt | Malta |
|          | Obervellach                                 |       |

### Klima
|                        | Jan  | Feb  | Mär  | Apr  | Mai  | Jun  | Jul  | Aug  | Sep  | Okt  | Nov  | Dez  |   |      |
| Mittl. Temperatur (°C) | −3,8 | −2,8 | 0,6  | 4,4  | 9,2  | 12,4 | 14,4 | 13,8 | 9,9  | 5,3  | 0,3  | −3,2 | ⌀ | 5,1  |
| Mittl. Tagesmax. (°C)  | 1,5  | 2,7  | 6,1  | 10,2 | 15,4 | 18,7 | 21,0 | 20,2 | 15,9 | 11,1 | 5,2  | 1,4  | ⌀ | 10,8 |
| Mittl. Tagesmin. (°C)  | −6,9 | −6,0 | −2,8 | 0,6  | 4,9  | 8,0  | 9,9  | 9,7  | 6,4  | 2,4  | −2,1 | −5,6 | ⌀ | 1,6  |
|                        |      |      |      |      |      |      |      |      |      |      |      |      |   |      |
| Niederschlag (mm)      | 40   | 33   | 48   | 61   | 102  | 119  | 145  | 145  | 102  | 106  | 102  | 55   | Σ | 1058 |
|                        |      |      |      |      |      |      |      |      |      |      |      |      |   |      |
| Luftfeuchtigkeit (%)   | 64,0 | 57,0 | 54,1 | 52,8 | 54,4 | 54,2 | 53,7 | 57,5 | 60,0 | 65,9 | 68,0 | 68,9 | ⌀ | 59,2 |

| −6,9 |

| −6,0 |

| −2,8 |

| 0,6 |

| 4,9 |

| 8,0 |

| 9,9 |

| 9,7 |

| 6,4 |

| 2,4 |

| −2,1 |

| −5,6 |

| −6,9 |

| −6,0 |

| −2,8 |

| 0,6 |

| 4,9 |

| 8,0 |

| 9,9 |

| 9,7 |

| 6,4 |

| 2,4 |

| −2,1 |

| −5,6 |

### Berge

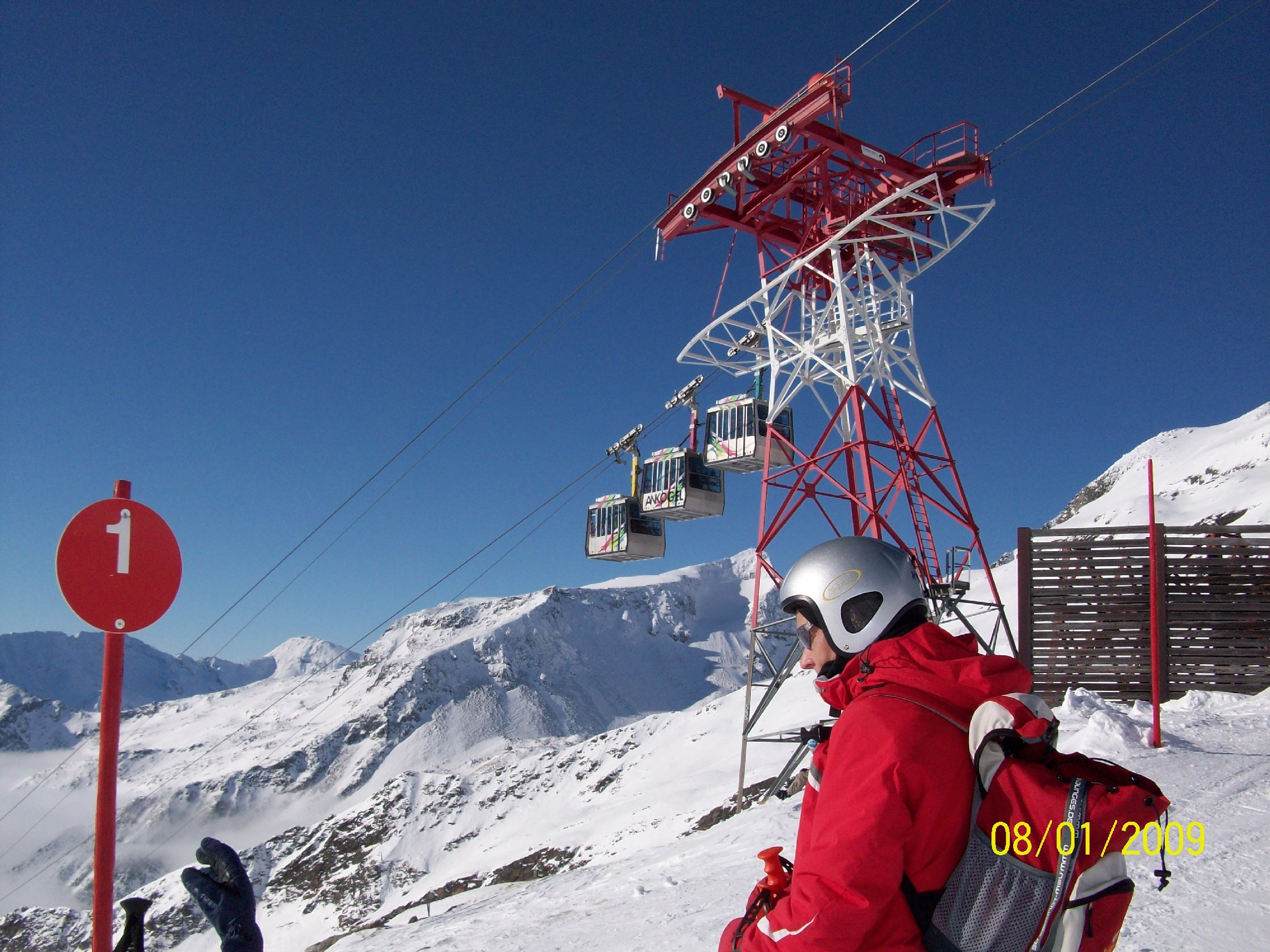
Skigebiet Ankogelbahnen Mallnitz mit Seilbahn

Die drei Hausberge von Mallnitz sind
- der Auernig (2130 m ü. A.), östlich von Mallnitz,
- das Lonzaköpfl (2317 m ü. A.), südwestlich von Mallnitz und
- die Hindenburghöhe (2315 m ü. A.), nördlich von Mallnitz.

Alle drei Berge können in Tageswanderungen von Mallnitz aus begangen werden.
Häufig von Mallnitz aus begangene Dreitausender sind der Ankogel (3252 m ü. A.) und das Säuleck (3086 m ü. A.). Während der Ankogel mit Hilfe der Ankogelbahn in der Regel in einem Tag bestiegen wird, kann die Besteigung des Säulecks auch in zwei Tagen mit einer Übernachtung im Arthur-von-Schmid-Haus erfolgen.

## Geschichte
Aufgrund seiner Lage in einem hochgelegenen Seitental in den Zentralalpen wurde die Region um das heutige Mallnitz wohl frühestens zur Bronzezeit erstmals besiedelt, als sich ein Metallhandel aus dem Salzburger Raum über die Tauernübergänge in den Süden entwickelte. Wahrscheinlich führte eine der Handelsrouten auch über Übergänge auf Mallnitzer Boden, wie der Fund eines Bronzeschwertfragments in Obervellach nahelegt. Der Fund einer keltischen Silbermünze am Mallnitzer Tauern belegt die Anwesenheit von Kelten, die sich ab dem 3. Jahrhundert v. Chr. in der Region niederließen. Aus keltischer Zeit stammt auch der Flussname Möll (von molina, Bergbach). Eine dauerhafte Besiedlung ist jedoch auch für die Zeit der Römer, die bedeutende befahrbare Straßen über den Korntauern und den Mallnitzer Tauern anlegten, und deren Reste noch heute deutlich im Gelände ablesbar sind, noch nicht nachweisbar.
Um 600 wanderten von Südosten kommend Slawen entlang der alten Römerstraßen in den Kärntner Raum ein und siedelten sich an. Der heutige Ortsname Mallnitz leitet sich vom frühslawischen Malinica (als „kleine Möll“ zu deuten) ab. Hatte das gesamte Mölltal auch im frühen Mittelalter noch wenige kleinere Ortsflecken aufzuweisen, so begann man ab dem 10. Jahrhundert durch Rodungen auch höher gelegene Gebirgsregionen urbar zu machen. Im Mölltal wie auch im Mallnitztal wurden Schwaigen zur Viehzucht angelegt, so dass man von dieser Zeit an von einer kontinuierlichen Ansiedlung sprechen kann. Erstmals urkundlich erwähnt wurde Mallnitz 1299 im Urbar der vorderen Grafschaft Görz; zu diesem Zeitpunkt gehörte das heutige Gemeindegebiet zum Landgericht Falkenstein, was sich bis zur Bildung der Ortsgemeinde nicht ändern sollte.
Im 12. und 13. Jahrhundert stieg der Saumhandel über die Tauern sprunghaft an, wovon auch die Bevölkerung profitierte. Eine große Rolle spielte dabei der Transport von Salz, später von so genanntem Welschwein und von dem in den Tauern gewonnenen Gold.
Im August 1825 besuchte der Wiener Alpinist und Hofkammerbeamte Josef Kyselak (1798–1831) bei seiner Österreichwanderung auch Mallnitz.
Er staunte, dass Menschen auf dieser Seehöhe dauerhaft leben: Klee hing zur Dörre auf Harfen geschlichtet, Roggen und Weizen war mit Ende August noch unreif am Felde! Mais bildete kleine Einfassungen an diesen; doch von Heidekorn, Bohnen oder Erdäpfel hatte ich nichts bemerkt. Wie viele Schicksale mußte der Mensch erleben, wie so manches versuchen, bis ihn die Not zwang, aus lachenden Fluren in die riesigen Winkel der Alpen zu ziehen, und Samen, in Asienes Zonen nur heimisch, zu seinem Unterhalt in Sibirien's Klima zu bauen! Hier ist sieben Monate Winter, und die anderen fünf teilen sich in Tauwetter und drückende Hitze. Man zeigte mir drei Klafter hoch am Kirchturme einen Strich, so hoch war vor einigen Jahren der Schnee; es mußte dann notwendigerweise das ganze Örtchen unsichtbar, und die Bewohner dem Ersticken, Erfrieren oder Erhungern nahe sein.
Bei der Bildung von Ortsgemeinden im Jahr 1850 war Mallnitz zunächst ein Teil der Großgemeinde Obervellach, die aber per Landesgesetz vom 5. Juni 1895 verkleinert werden sollte. So verselbständigten sich die drei neuen Ortsgemeinden Penk, Flattach und Mallnitz. Am 30. März 1896 wurden die ersten Gemeinderatswahlen durchgeführt, ein Datum, welches als die eigentliche Geburtsstunde der selbstständigen Gemeinde Mallnitz gelten darf.
Mit dem Bau des Tauerntunnels der Tauernbahn (1901–1907) nahm die Gemeinde einen großen Aufschwung. Die Inbetriebnahme ist auch als Initialzündung für den Aufschwung des Tourismus im Mallnitztal zu sehen.
In den letzten Tagen des Zweiten Weltkriegs war im Bahnhof Mallnitz (heute Mallnitz-Obervellach) der „Führerzug“, der Sonderzug Adolf Hitlers abgestellt. Die Wehrmacht sprengte und verbrannte hier am 7. Mai 1945 dessen Salonwagen 10206, damit er nicht als Beutestück zur Siegestrophäe werden konnte.

### Bevölkerung
| Mallnitz: Einwohnerzahlen von 1869 bis 2024         | Mallnitz: Einwohnerzahlen von 1869 bis 2024 | Mallnitz: Einwohnerzahlen von 1869 bis 2024 | Mallnitz: Einwohnerzahlen von 1869 bis 2024 | Mallnitz: Einwohnerzahlen von 1869 bis 2024 |
| --------------------------------------------------- | ------------------------------------------- | ------------------------------------------- | ------------------------------------------- | ------------------------------------------- |
| Jahr                                                |                                             |                                             |                                             | Einwohner                                   |
| 1869                                                | 1869                                        |                                             | 585                                         | 585                                         |
| 1880                                                | 1880                                        |                                             | 519                                         | 519                                         |
| 1890                                                | 1890                                        |                                             | 453                                         | 453                                         |
| 1900                                                | 1900                                        |                                             | 461                                         | 461                                         |
| 1910                                                | 1910                                        |                                             | 779                                         | 779                                         |
| 1923                                                | 1923                                        |                                             | 941                                         | 941                                         |
| 1934                                                | 1934                                        |                                             | 860                                         | 860                                         |
| 1939                                                | 1939                                        |                                             | 935                                         | 935                                         |
| 1951                                                | 1951                                        |                                             | 1.126                                       | 1.126                                       |
| 1961                                                | 1961                                        |                                             | 1.065                                       | 1.065                                       |
| 1971                                                | 1971                                        |                                             | 1.031                                       | 1.031                                       |
| 1981                                                | 1981                                        |                                             | 1.012                                       | 1.012                                       |
| 1991                                                | 1991                                        |                                             | 1.014                                       | 1.014                                       |
| 2001                                                | 2001                                        |                                             | 1.027                                       | 1.027                                       |
| 2011                                                | 2011                                        |                                             | 811                                         | 811                                         |
| 2021                                                | 2021                                        |                                             | 751                                         | 751                                         |
| 2024                                                | 2024                                        |                                             | 778                                         | 778                                         |
| Quelle(n): Statistik Austria, Gebietsstand 1.1.2021 |                                             |                                             |                                             |                                             |

Mit dem Bau der Tauernbahn und dem Bahnhof in Mallnitz entstanden viele neue Arbeitsplätze und der Tourismus wurde gefördert. Dadurch stieg die Einwohnerzahl von 461 im Jahr 1900 auf 1126 im Jahr 1951 an. Der Rückgang seit 2001 beruht neben einer leicht negativen Geburtenbilanz vor allem auf einer starken Abwanderung.

## Kultur und Sehenswürdigkeiten

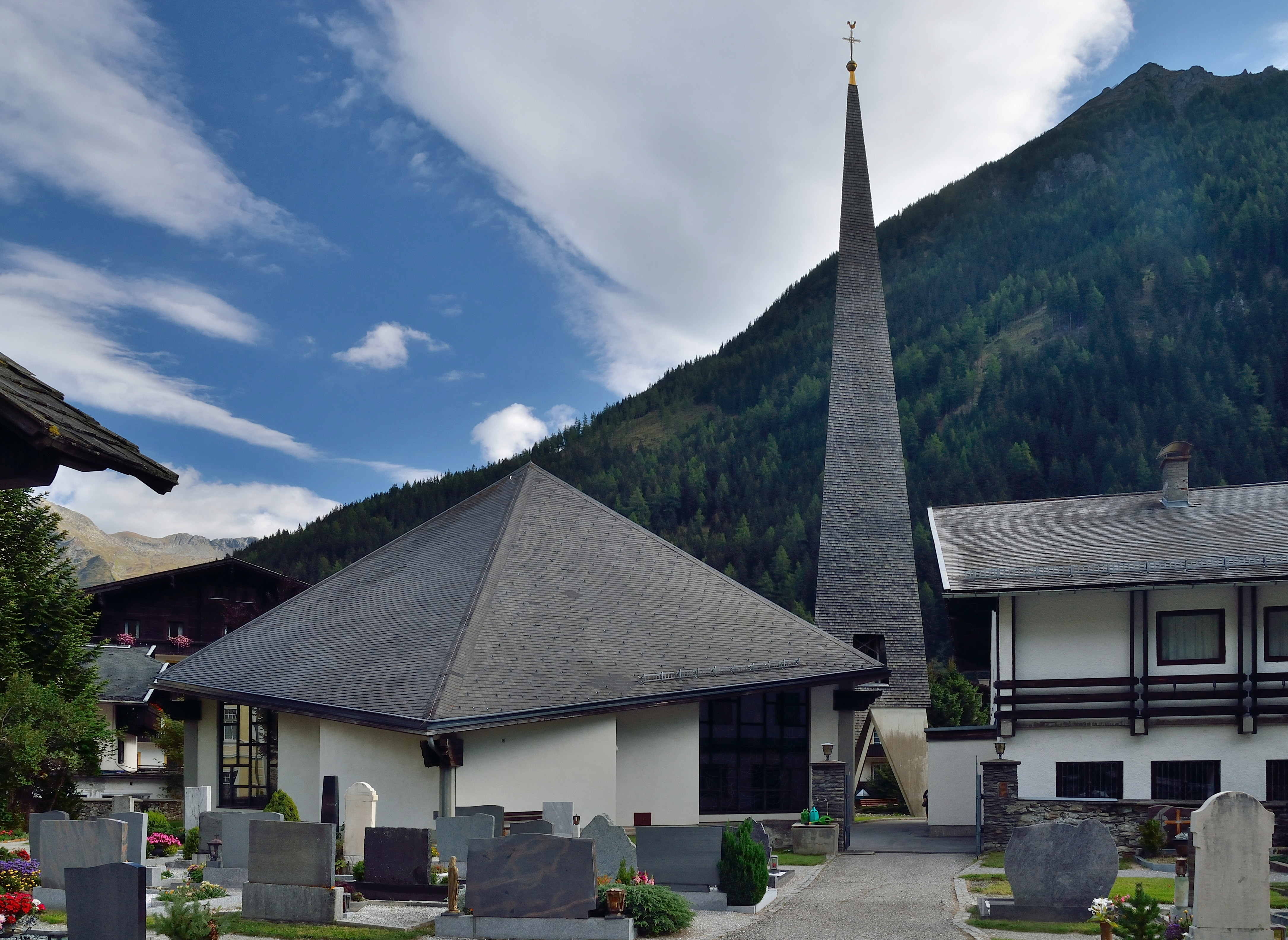
Pfarrkirche Mallnitz

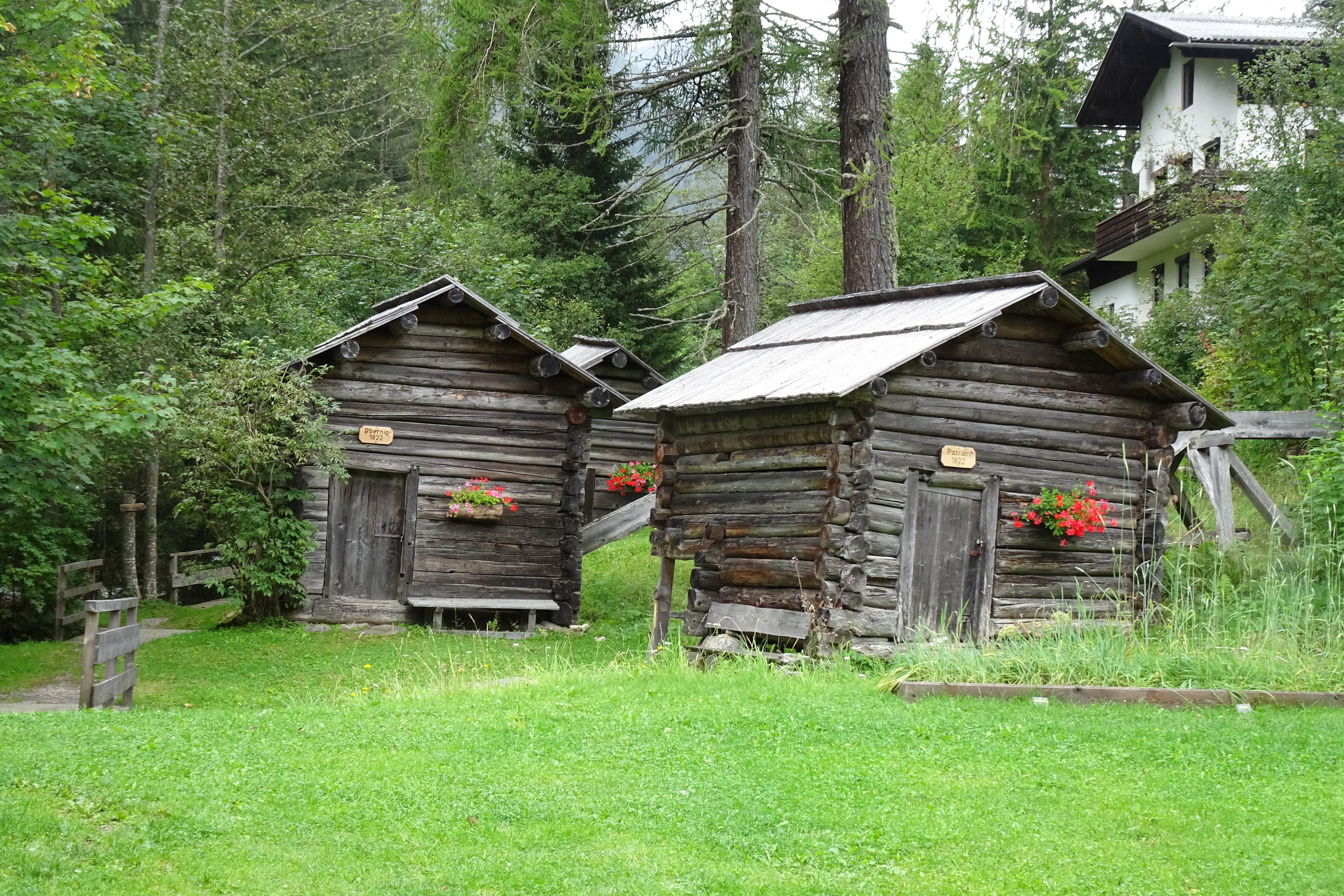
Zwei der Stockmühlen

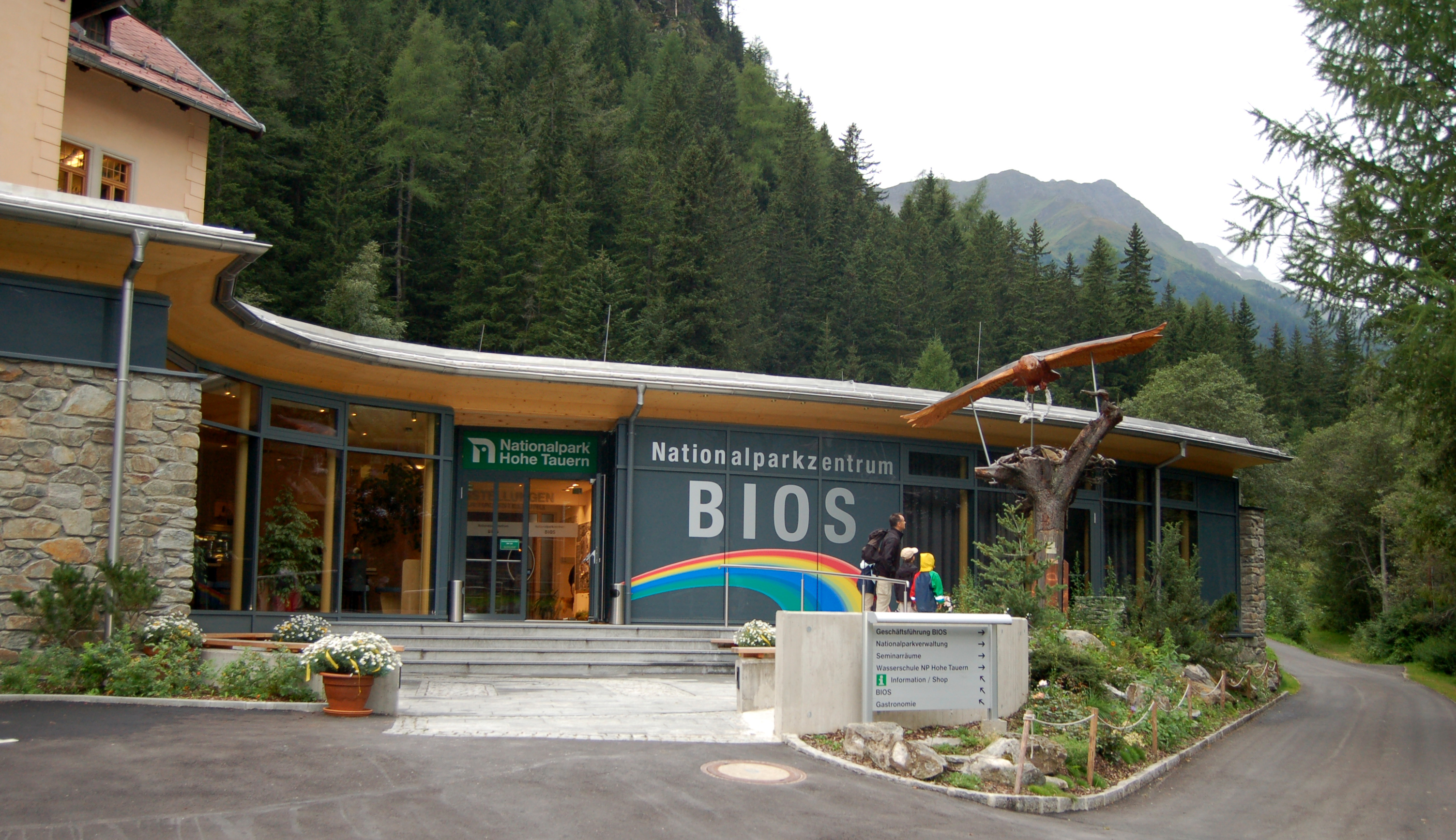
Nationalparkmuseum BIOS in Mallnitz

- Katholische Pfarrkirche Mallnitz Christkönig
- Ensemble aus fünf sekundär aufgestellten Stockmühlen aus dem Jahr 1822 und einer Wasserradmühle am Mallnitzbach.
- Schusterkeusche; eins der ältesten Häuser in Mallnitz. Komplett aus Holz errichteter Einhof, der mindestens seit 1743 besteht.
- Bekröntes Südportal des Tauerntunnels aus dem Jahr 1909.
- Villa Mojsisovics, später Villa Liebermann; als herrschaftlicher Sommersitz für Edmund Mojsisovics von Mojsvár, mit Blick auf dessen Lieblingsberg, den Ankogel, um 1900 errichtet. In einem Raum des Nationalparkzentrums (s. u.) befindet sich eine kleine Ausstellung zu Mojsisovics und zur Villa.
- Nationalparkzentrum BIOS: Besucherinformationsstelle für den Nationalpark Hohe Tauern, Dauerausstellung „Was ist Leben?“ und wechselnde Sonderausstellungen (2015 z. B. „Hautnah und Mittendrin. Tiere und Pflanzen im Nationalpark Hohe Tauern“).
- Karl-Arnold-Mausoleum auf 2.700 m Höhe am Ankogel

## Wirtschaft und Infrastruktur

### Tourismus
Mallnitz darf das (in Österreich) staatlich geprüfte Prädikat Heilklimatischer Höhenluftkurort führen. Er ist damit einer der wenigen Orte in Österreich. Das alpine Reizklima hilft bei vielen Erkrankungen der Atemwege. Dafür existieren markierte Wanderwege auf beinahe 25 Kilometer Länge von ebenen Talwegen bis zu Bergrouten um die Dreitausender-Gipfel. Zudem trägt Mallnitz seit 2008 den Titel Bergsteigerdorf des ÖAV.
Mallnitz ist Mitglied der Alpine Pearls, die sich für umweltfreundliche Mobilität im Alpenraum einsetzen.

### Verkehr

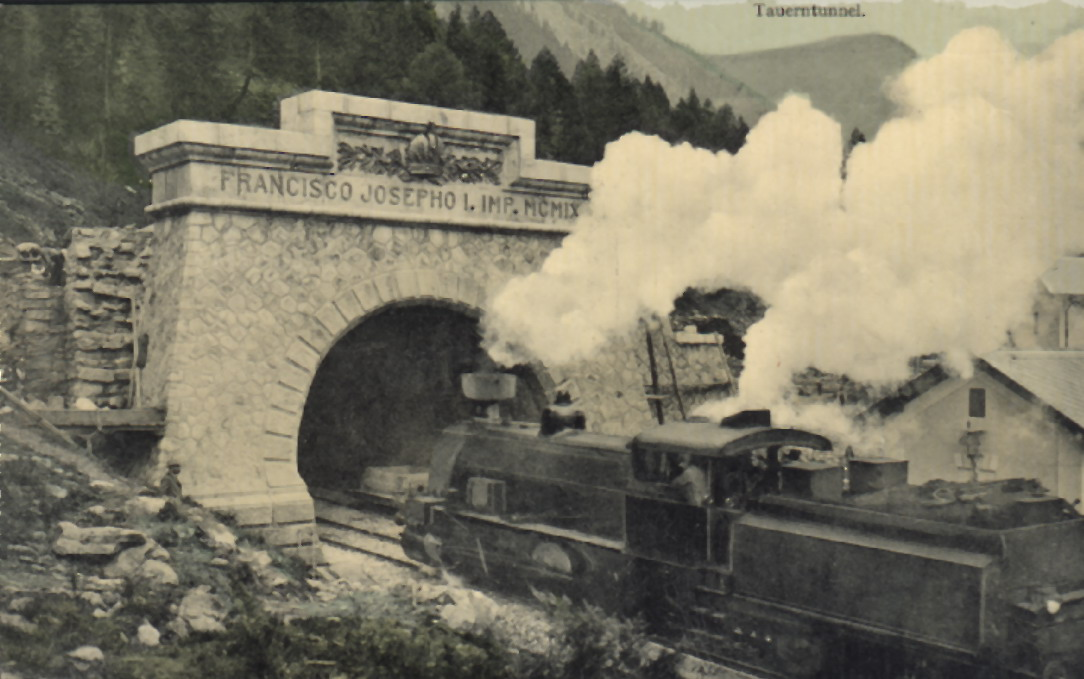
Südportal des Tauerntunnels, um 1911

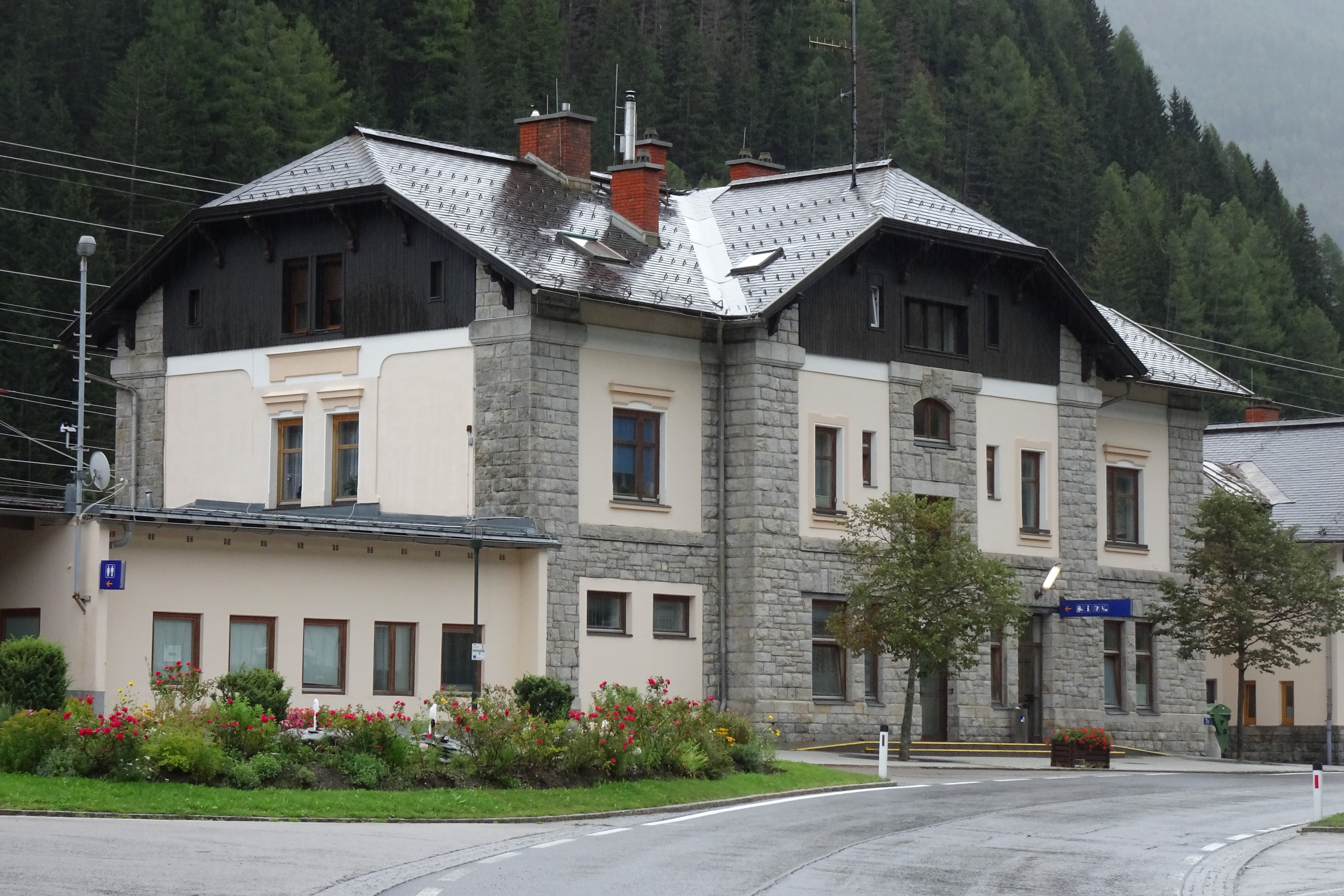
Der Bahnhof Mallnitz 2023

Mallnitz ist der höchstgelegene Bahnhof der Tauernstrecke. Alle InterCity-Züge (IC) halten hier. Mallnitz ist auch Verladebahnhof der Autoschleuse der ÖBB durch den 8,37 km langen Tauerntunnel. Bereits seit über 90 Jahren besteht hier die Möglichkeit der Autoverladung zwischen Böckstein im Gasteinertal und Mallnitz im Mallnitztal.
Durch das Mallnitztal führt die Mallnitzer Straße B 105 nach Obervellach. Um Mallnitz wird ein Wander- und Schibus sowie eine Buslinie nach Obervellach angeboten, den Betrieb führen die Herbert Peitler Verkehrsbetriebe durch.

## Politik

### Gemeinderat
Der Gemeinderat von Mallnitz wurde bei der Gemeinderatswahl 2015 von 15 auf 11 Mitglieder reduziert und setzte sich wie folgt zusammen: 6 Gemeinsam für Mallnitz, 5 SPÖ. Mit der Gemeinderatswahl 2021 blieb diese Zusammensetzung unverändert.

### Bürgermeister
- seit 2009 Günther Novak (SPÖ).[9]

### Gemeindepartnerschaften
- Witten (Nordrhein-Westfalen, Deutschland), seit 1979[10]

### Wappen
Im Wappen von Mallnitz, das der Gemeinde am 26. Jänner 1981 verliehen wurde, symbolisiert der gestufte Felsen den Hauptkamm der Hohen Tauern mit dem Ankogel, in dem unten der Tauerntunnel angedeutet ist. Die frühere Goldgewinnung in den Tauern ist durch die Tingierung angedeutet, der Bergkristall spielt auf dessen reiches örtliches Vorkommen an.
Das Wappen hat folgende Blasonierung:
„In Blau ein goldener, zweimal gestufter Felsen, im Schildfuß von einem schwarz-blau geöffneten ummauerten Tunnelmund durchbrochen, rechts oben von einem silbernen dreifachen Bergkristall beseitet.“
Die Fahne ist Blau-Gelb mit eingearbeitetem Wappen.

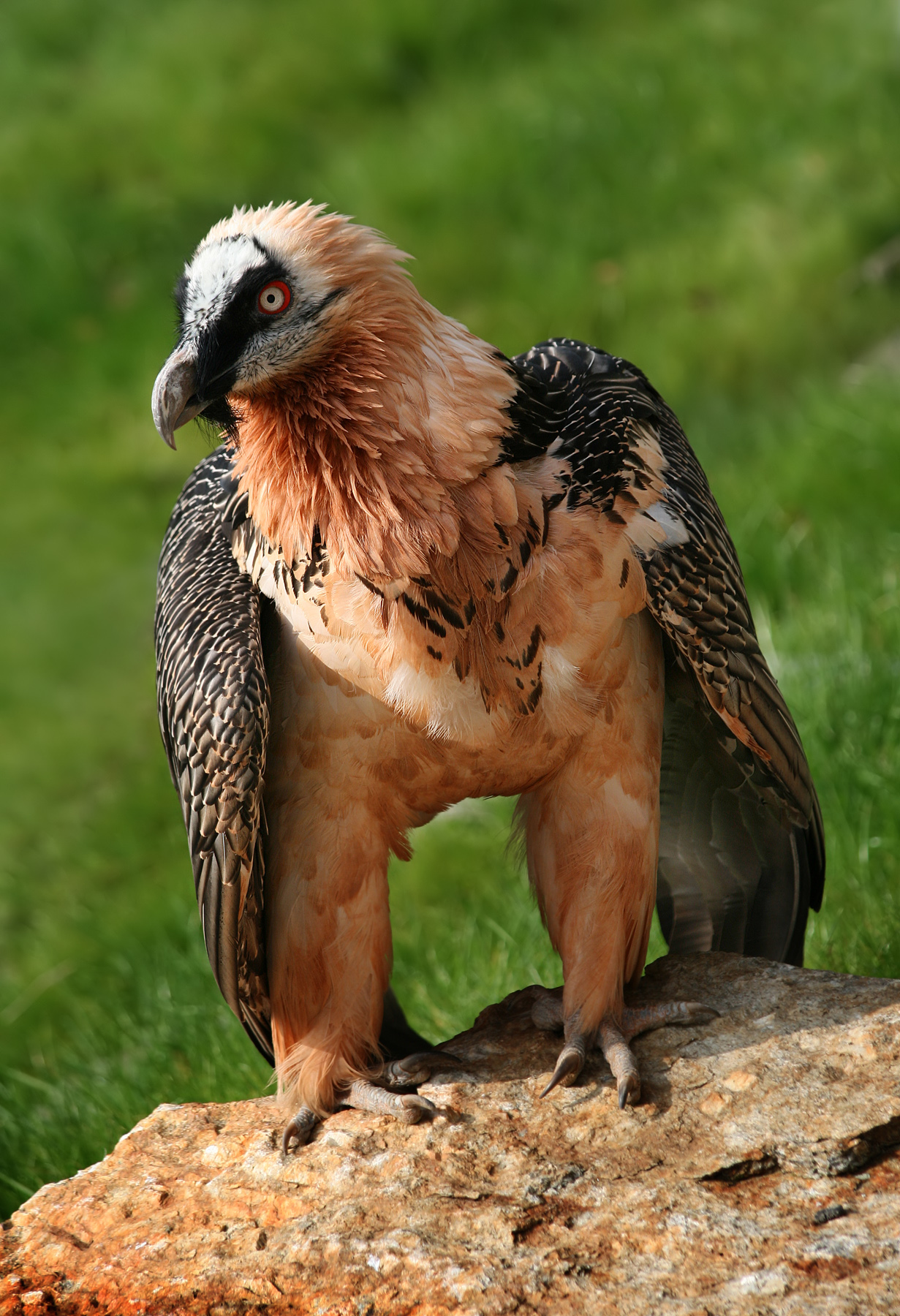
Bartgeier

## Sonstiges
- Bartgeier: Im Seebachtal wurden im Rahmen eines Wiederansiedelungsprogramms in den letzten Jahren mehrfach erfolgreich Bartgeier ausgewildert, zuletzt zwei Jungvögel im Juni 2018.[12][13]